# Sorozatgyilkos

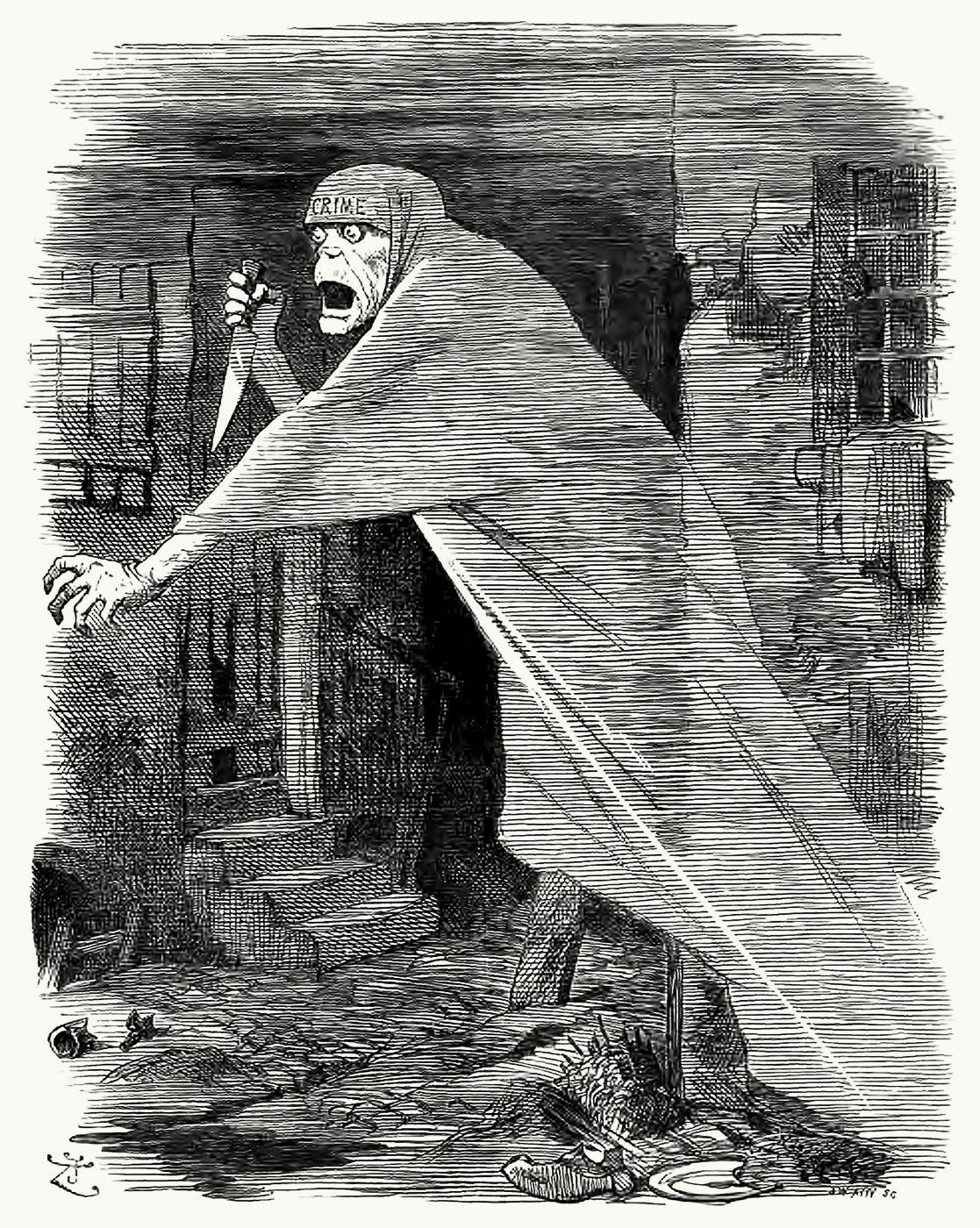
„Az elhagyatottság nemezise”: Hasfelmetsző Jack fantomként kísért Whitechapelben, mint a társadalmi nyomor megtestesítője. Karikatúra a Punch egyik 1888-as számából

Sorozatgyilkos az az ember, aki három vagy több embert öl meg különböző (3 vagy több) időpontokban. A gyilkosságok között általában van egy nyugalmi időszak, amelyet érzelmi lehűlésnek is neveznek. Ez a periódus tarthat napokig, hetekig, hónapokig vagy éppen évekig is. A legtöbb sorozatgyilkos pszichopata (lelkibeteg), mivel általában személyiségzavarosak és nem elmebetegek, így gyakran normálisnak és kedvesnek tűnnek, amely a környezethez való alkalmazkodásban játszik szerepet (Hervey Cleckley amerikai elmeorvos a józan ész álarcának nevezi ezt a jelenséget). A gyilkosságokat hasonló módon követik el és az áldozatokban mindig van valami közös vonás (kor, nem, foglalkozás stb.).
A sorozatgyilkos kifejezést valószínűleg Robert Ressler FBI-ügynök alkotta meg 1974-ben.
A legtöbb ismert sorozatgyilkosnak zaklatott családi háttere volt. Sűrűn megalázták őket gyerekkorukban testileg, lelkileg vagy szexuálisan és az esetek többségében kapcsolat fedezhető fel a gyerekkoruk megaláztatásai és a gyilkosságaik között.
Kifejezetten motiválják őket a lélektani kényszerek, elsődlegesen a hatalmi és a szexuális kényszer. Mindenre alkalmatlannak és értéktelennek érzik magukat, sokszor a gyerekkori durva bántalmazások, a szegénység és/vagy a felnőttkori alacsony szociális helyzetük miatt. Azáltal, hogy bűncselekményeket követnek el, ellensúlyozzák ezeket az érzéseket, valamint a hatalom és gyakran a bosszú érzete is felerősödik bennük. Mivel általában ezek a gyilkosságok megfélemlítik a lakosságot és a rendőrséget is megtévesztik, az elkövető még több hatalmat érez a kezében. Ez a motivációs jelleg különíti el őket a bérgyilkosoktól és más többszörös gyilkosoktól, akiket a haszonszerzés vezérel. Például az 1820-as évek Skóciájában William Burke és William Hare 17 embert ölt meg, a testeket az edinburgh-i orvosi egyetemnek adták el. A kriminológusok többsége nem tartja őket sorozatgyilkosnak, mivel elsősorban haszonszerzés volt a céljuk.
A képzelőerő szerepe nagyon fontos egy sorozatgyilkos fejlődésében. Gyakran képzelődik gyilkosságokról kamaszkorában. Fantáziadús ábrándozásai a hatalom, az alávetettség és a gyilkosság köré csoportosulnak, valamint jellegzetes elemek is megjelennek, amelyek később a valódi tetteinél is feltűnnek. Egyesek élvezettel olvasnak a szadizmus különféle megnyilvánulásairól (nemi erőszak, kínzás stb.) és szívesen nézegetnek ilyen témájú képeket. Néhány esetben ezek a vonások nem jelennek meg.
Másoknál gyerekkorban bizonyos figyelmeztető jelzések (MacDonald-hármas) mutatkoznak:
- Gyújtogatás. A dolgok elpusztításában lelt öröm miatt vagy a figyelemfelkeltés, illetve a hatalomszerzés érdekében.
- Állatkínzás. Sok gyerek kiskorában kínoz állatokat (pl. letépi egy pók lábait), de a jövő sorozatgyilkosai nagyobb állatokat (kutya, macska) is megölnek, habár ezt inkább a saját szórakoztatásukra teszik, mintsem mások elrettentésére.
- Ágybavizelés. Idősebb korában is megtörténik vele, amikor már a gyerekek többsége kinőtte ezt a viselkedést.

Ezt a hármast 1963-ban fedezték fel, de egyes kutatók kétségbe vonják helyességét. Például sok gyereket elbűvöl a tűz és más természeti jelenségek. Az a tény viszont, hogy egy gyerek tud tüzet létrehozni, de villámot nem, a tűzgyújtást sokkal bensőségesebbé teszi.
Amikor elfogják és bíróság elé állítják, a sorozatgyilkos általában elmebajra hivatkozva felmentését kéri. Az amerikai igazságszolgáltatásban az elmebajnak jogi definíciója van, amelyet egy jó vagy rossz (1843-as M’Naghten-perben használták először) teszttel állapítanak meg. A M’Naghten-szabály alapján döntik el, hogy a vádlott tisztában volt-e cselekedete helytelenségével az elkövetés pillanatában.
A szakértők szerint a legtöbb sorozatgyilkos nem tud leállni a gyilkolással. Napjainkban ez a nézet vitatottá vált, mivel már olyan módszereket használnak elfogásukhoz (pl. DNS-teszt), amelyek korábban még nem léteztek. Mások szerint azokat az embereket, akik képtelenek uralkodni gyilkos ösztöneiken, sokkal könnyebb elfogni, így a statisztikákban is felülreprezentáltak.

## Gyakoriság
A sorozatgyilkosok „elterjedéséről” egymásnak ellentmondó jelentések születtek. Az FBI szerint az 1980-as években nagyjából 35 aktív sorozatgyilkos „tevékenykedett” az Egyesült Államokban. Csak azokat vették számításba, akik már elkövettek pár gyilkosságot, de még nem tartoztatták le őket vagy nem álltak le más okokból kifolyólag (pl. természetes halál, öngyilkosság stb.).
A becslések néha túloznak. Joel Norris azt állítja egyik könyvében (Serial Killers: The Growing Menace, 1990), hogy egy adott időben 500 sorozatgyilkos aktív az Egyesült Államokban és 5000 áldozatuk van évente, amely az ország gyilkosságainak egy negyedét jelenti.
A világtörténelemben gyakrabban tevékenykedtek férfi sorozatgyilkosok, mint nők. Ráadásul a férfiak gyakran brutálisabb módszert alkalmaznak, a nők inkább mérget használnak, hiszen az ő céljuk leggyakrabban nem az élvezet, hanem a haszon, vagy az áldozat szenvedésének megakadályozása. Újabban egyre több gyerek követ el gyilkosságot, bár ezek csak nagyon ritkán csapnak át sorozatgyilkosságba, inkább egyszeri, a kettős és a tömeggyilkosságok sorolhatók a fiatalok számlájára. A kiskorú gyilkosok nem a pénzért, vagy kegyelemből követik el tettüket, sokkal inkább a kíváncsiság, a gyűlölet, vagy az élvezet motiválja őket.

## Sorozatgyilkosságok 1900 előtt
Habár a sorozatgyilkos aránylag mai jelenségnek számít, ha visszatekintünk a történelemben, találhatunk kevésbé pontos leírásokat korábbi létezéséről.
Liu Pengli, aki Jing (uralkodó a Han-dinasztia korából) unokatestvére volt, Jing uralkodásának középső periódusában Jidong királya lett (Kr. e. 144). Sima Qian kínai történetíró szerint esténként portyázni ment 20-30 szolgával, embereket ölt meg, hozzátartozóikat foglyul ejtette. Alattvalói tudtak a gyilkosságokról és éjszaka nem mertek kimenni házaikból, de végül egyik áldozatának fia jelentést tett az uralkodónál. Állítólag több mint száz embert ölt meg és a bíróság halálra akarta ítélni, de végül a császár megfosztotta a nemesi címétől és száműzte.
Gilles de Rais Franciaország leggazdagabb embere volt a 15. században. Legalább 100 fiatal fiút, akit inasként alkalmazott a kastélyában, megerőszakolt, majd végzett velük. A magyar Báthory Erzsébet grófnőt 1610-ben tartoztatták le és több mint 600 fiatal lány megkínzásával és lemészárlásával vádolták, bár manapság ezeket a vádakat koholtnak tartják a történészek. Báthory Erzsébetet nem hallgatták ki, nem állították bíróság elé, pedig II. Mátyás király többször is felszólította erre Thurzó György nádort. A valódi koronatanúk mellőzése, a hivatalos eljárás következetes kihagyása is utal a per koncepciós voltára. A jelentős számú áldozat azzal magyarázható, hogy az idők folyamán e történeteket a krónikák eltúlozták és ekkoriban még szervezett rendvédelmi erő sem létezett. Bár a régi korok sorozatgyilkosai valószínűleg jóval többen voltak, a legtöbbjük ismeretlen maradt az utókor számára a szegényes feljegyzések miatt.
Thug Behram, az indiai Thuggee orgyilkos szekta vezetője nevezhető talán a világ "legtermékenyebb" sorozatgyilkosának. Számos forrás szerint 931 embert fojtott meg a rumal nevű zsebkendőhöz hasonló ruhadarabbal 1790 és 1830 között. Maga a szekta megközelítőleg 2 millió ember haláláért felelős, ami Guinness-rekordnak számít. A csoport hírhedtsége vezetett végül odáig, hogy mára a thug kifejezés bandita, haramia és a gazember jelentéssel bír az angol nyelvben. Korunk tudománya már kételkedik a Thuggee létezésében és azt állítja, hogy a britek változtatták meg az indiaiak által használt köznyelvi szófordulat jelentését és a gyilkos szektától való félelmet felhasználták a gyarmatokon való jelenlétük fontosságának igazolására.
Akkoriban nagy számú "fekete özvegy" (olyan nő, aki a férjeit, rokonait gyilkolja meg a pénzükért) garázdálkodott, például az amerikai Lydia Sherman, Belle Gunness, vagy a brit  Mary Ann Cotton. De számos női kéjgyilkosról is tudunk 1990 előttről. Báthory Erzsébet csejtei birtokán állítólag lányokat raboltatott el, akiket halálra kínzott. Egy gazdag amerikai orvos felesége, Delphine Lalaurie több tíz néger rabszolgáját ölte meg brutálisan.
Richard von Krafft-Ebing osztrák elmeorvos Psychopathica Sexualis (1886) című könyvében ír az 1870-es években történt sorozatgyilkosságok okairól egy olasz férfi, Eusebius Pieydagnelle kapcsán, aki szexuális izgalomba jött a vér látványától és később 6 ember megölését vallotta be. Az ismeretlen Hasfelmetsző Jack prostituáltakat gyilkolt Londonban 1888-ban. Az ügynek nagy sajtóvisszhangja volt, mivel akkor London volt a világ legerősebb hatalmának a központja és az áldozatok rossz anyagi helyzete rávilágított, hogy a fejlett országokban is élnek kilátástalan helyzetű emberek. Joseph Vachert 1898-ban Franciaországban kivégezték, miután bevallotta, hogy megölt és megcsonkított 11 nőt és gyereket, amíg az amerikai H. H. Holmest felakasztották 1896-ban Philadelphiában 27 ember megölése miatt.
Néhány szakértő szerint minden korban voltak sorozatgyilkosságok, de ezeket nem egyformán dokumentálták. A farkasembereket és vámpírokat valószínűleg a középkor sorozatgyilkosai ihlették. Kiváló példa erre Sabine Baring-Gould A vérfarkasok könyve című szerzeménye.

## A sorozatgyilkosok típusai
A sorozatgyilkosok jelentős hányada rendelkezik a szervezett- és a szervezetlen cselekvés bizonyos formáival, habár a személyiségükre általában csak az egyik típus jellemző. Néhányuknál a szervezett viselkedést felváltja a szervezetlen, ahogy gyilkosságaik száma növekszik. Eleinte óvatosan és tervszerűen cselekednek, de amint a kényszereik eluralkodnak rajtuk, óvatlanná és lobbanékonnyá válnak. A Szövetségi Nyomozóiroda két különböző típusba kategorizálja őket.

### Szervezett
Jellemző rájuk az átlagosnál magasabb intelligenciaszint és a gyilkosságok megtervezése. Elrabolják vagy elcsalják az áldozatot és miután megölték, eltüntetik a holttestet. Gyakran szimpatikus viselkedésük segítségével próbálják becserkészni áldozataikat. Például Ted Bundy egy álgipszkötést rakott a kezére és nőket kért meg, hogy segítsenek elcipelni a csomagját a kocsijáig, ahol egy feszítővassal leütötte áldozatait, majd elhajtott velük. Mások a prostituáltakra specializálódtak, így az áldozat önként ment el velük. Általában a bűncselekmény menetét végig az irányításuk alatt tartják és a törvényszéki tudományokat is ismerik, így könnyebben tüntetik el a nyomokat (pl. nehezéket kötve a holttestre elsüllyesztik egy folyóban). Tetteiket nyomon követik a médiában és büszkék rá, mintha az egy nagy feladat lett volna. Általában vannak barátaik, sőt házastársuk és gyerekeik is. Ha elkapják őket, az ismerőseik úgy jellemzik őket, mint békés emberek, akik a légynek sem tudnának ártani. Mindent megtesznek, hogy nehéz legyen elfogni őket (például hamis búcsúlevelek az áldozat mellett vagy másra terelik a gyanút). Ilyen volt például Harold Shipman, egy angol háziorvos esete, aki az áldozatokról rögtön megállapította, hogy természetes halállal haltak meg. 1971 és 1998 között legalább 250 (esetleg több mint 400) idős páciensével végzett és sokáig senki sem sejtette, hogy milyen bűnöket is követett el.

### Szervezetlen
Az átlagosnál alacsonyabb intelligenciaszinttel rendelkeznek és tetteiket előzetes tervezés nélkül követik el. Az előző típussal ellentétben nem specializálódnak egy áldozattípusra, hanem a megfelelő alkalmat kihasználva gyilkolnak. Némely esetben a holttestet is a tett helyszínén hagyják. Az áldozatra hirtelen és minden figyelmeztetés nélkül csapnak le és általában szertartást is végeznek (halottgyalázás, megcsonkítás, kannibalizmus), miután az áldozat meghalt. A nyomok eltüntetésével sem mindig törődnek, de sokáig elkerülik a letartóztatást, mivel folyamatosan mozgásban vannak. Kevés barátjuk van és ismerőseik számára furcsának tűnnek és gyakran mentális zavarokkal küszködnek. Gyilkosságaik súlyával nincsenek teljesen tisztában és hiányosak az emlékeik róluk.
A szervezetlen sorozatgyilkosokra példa lehet Hasfelmetsző Jack, Richard Chase vagy Herbert Mullin. Ezeket a gyilkosokat tanulmányozva a szakértők megállapították, hogy a tetteikből és a hátterükből fakadó mintázatok rávilágítanak arra, hogy szervezetlen bűnözők voltak.

## Motivációk
Motiváció alapján a sorozatgyilkosok öt különböző kategóriába sorolhatók, de egyesek személyisége több típust is magán hordoz.

### Látnok
A közhiedelemmel ellentétben a legtöbb sorozatgyilkos nem elmebeteg és nem hall olyan hangokat (vagy nem lát olyan hallucinációkat), amelyek gyilkolásra ösztönöznék. Egyesek próbálják nem beszámíthatónak minősíttetni magukat, hogy elkerüljék a szigorú büntetést. Néhány esetben ez a csalás be is vált.
Herbert Mullin 13 embert ölt meg, miután a hangok azt mondták neki, hogy gyilkossággal akadályozhat meg egy földrengést Kaliforniában. Mullin nagy erőfeszítéseket tett, hogy bebizonyítsa igazát.
Ed Gein megette azon nők testét, akik hasonlítottak halott édesanyjára, hogy ezzel is anyja testében tartsa a lelket. 12 nőt ölt meg, akik számos hasonlóságot mutattak anyjával, valamint az áldozatok húsából és bőréből különféle "berendezési tárgyakat" és "női ruhát" készített. Letartóztatása után élete végéig egy elmegyógyintézetben kezelték.

### Küldetéstudatos
A sorozatgyilkosok ezen típusa, úgy gondolja, hogy cselekedete nemes, mivel bizonyos emberek (általában prostituáltak vagy egy bizonyos etnikum tagjai) megölésével a társadalom haladását segíti elő. Általában a gyilkosságok nem szexuális indíttatásúak. A csoport nevezetesebb képviselői: Gary Ridgway, aki prostituáltakat ölt, Aileen Wournos, a prostituált, aki a kuncsaftjaira vadászott, de Hasfelmetsző Jack is ebbe a kategóriába sorolható, bár ez vitatott.

### Élvhajhász
Élvezetből öl. Yang Xinhai elfogás utáni kijelentése jól példázza ezen típus viselkedését: "Amikor embert öltem, szexuálisan felizgultam és ez további gyilkosságokra inspirált. Nem érdekelt, hogy megérdemlik-e az életet vagy sem. Nem aggódtam emiatt". Némelyik gyilkos a "vad" üldözését élvezi, amíg másokat a még élő áldozat megkínzása és megbecstelenítése izgat fel. Élvhajhász gyilkos volt David Berkowitz, aki párokat lőtt le, Jeffrey Dahmer, aki halott férfiakon élte ki nekrofil hajlamát, vagy Paul Bernando és Karla Homolka, a "Ken és Barbie sorozatgyilkosok", akik fiatal lányokat erőszakoltak és öltek meg.

### Profitorientált
A legtöbb bűnöző, aki anyagi haszon reményében öl meg embereket, nem számít sorozatgyilkosnak, mivel inkább a nyereségvágy inspirálja őket, mintsem a lelki kényszer. Ilyen volt Marcel Petiot is, aki a nácik által megszállt Franciaországban több zsidónak azt hazudta, hogy jelentős pénzösszegért kijuttatja őket Dél- Amerikába. De amikor megkapta a pénzt, végzett velük. De ebbe a csoportba tartozott többek között Raymond Fernandez és Martha Beck, a "nászutas gyilkosok", akik hiszékeny nőket öltek meg, vagy raboltak ki.

### Hatalomittas
A leggyakoribb típus. Fő célja a gyilkolással, hogy hatalmat gyakoroljon áldozata felett. Általában a gyerekkori megaláztatásokra vezethető vissza ennek a típusnak a viselkedése, mivel ezen atrocitások miatt gyengének és alkalmatlannak érzi magát a gyilkos. Gyakran összekapcsolja a rossz emlékeket a jelennel, így a kiskorában elviselt durva bánásmódot áldozatain alkalmazza. Többségük szexuálisan is megalázza az áldozatait, de az élvhajhász típussal ellentétben itt a hatalom kinyilvánítása a cél és nem az élvezet.

### Női sorozatgyilkosok
Két őstípusa van: a halál angyala és a fekete özvegy.
A halál angyalai általában nővérek vagy gondviselők, akik megölik a betegeiket. Ennek több oka is lehet, a könyörületesség, az élvezet, vagy egyszerűen túl fárasztó számukra a beteg gondozása. A budapesti Faludi Tímeát nyolc ember meggyilkolásáért ítélték el, de egyes becslések szerint több mint 30 áldozata lehet. A pszichológusok szerint Faludi uralkodni akart áldozatain, hogy istennek képzelhesse magát. Az angol Beverley Gail Allit 4 kisgyermeket ölt meg, de még számos gyilkossági kísérletet hajtott végre. Allit újra akarta éleszteni áldozatait, hogy aztán a megmentő képében tetszeleghessen, de ez nem mindig sikerült. A bostoni Jane Toppan élvezetből oltotta ki több mint 30 páciens életét. Nem kellett hozzányúlnia sem az áldozataihoz, számára az ölés aktusa is szexuális kielégülést okozott. Az amerikai Bobbie Sue Dudley 12 gondozottja életét vette el egy floridai idősek otthonában.
A fekete özvegyek általában férjeiket, gyermekeiket, szeretőiket öldösik, hogy megkaparinthassák az örökségeket, életbiztosításokat. Gyakran a személyes sérelmek is szerepet játszanak. Belle Gunnes, a norvég-amerikai sorozatgyilkos megölte összes férjét, gyermekét és alkalmi ismerősét, csak hogy pénzhez jusson. Nannie Doss gyakran csak azért ölt meg valakit, mert útjában állt egy újabb házasságnak. Az osztrák Elfriede Baluensteiner idős férfiakat gyilkolt meg. Haláluk előtt mindegyiknek elmondta azokat a sérelmeket, amelyek az évek során őt érték.

## Sorozatgyilkosok a kultúrában
Ezen bűntettek elrettentő természete és az elkövetők sokszínűsége miatt az embereket magával ragadják a sorozatgyilkosok történetei, valamint rengeteg regény, film, képregény és videójáték inspirálói voltak.
E jelenség köré napjainkra egy egész üzletág épült. Régebben a "rajongóknak" be kellett érni a hírhedt sorozatgyilkosok festményeivel, írásaival és verseivel, de mára a kínálat kibővült enciklopédiákkal, kártyákkal (a kosárlabdához hasonlóan) és akciófigurákkal. Ismertebb alkotásoknak számít John Wayne Gacy festményei és Jack Unterweger költeményei.
A sorozatgyilkos jelenség az irodalomba is egyre inkább bevonódik, számtalan szerző alkotja regényeit a sorozatgyilkossági krimik és pszichothrillerek műfajában. Ezen írók legismertebb képviselői között szerepel Chris Carter, a Robert Hunter sorozat szerzője; Robert Bryndza, aki az Erika Foster és a Kate Marshall sorozatokat jegyzi; de a magyar Szántó Dániel több könyve is a sorozatgyilkosságok témája köré épül.